# NGC 4550
NGC 4550 es una galaxia lenticular situada en la constelación de Virgo a una distancia de 50 millones de años luz y perteneciente al Cúmulo de Virgo, que puede verse con telescopios de aficionado.

## Propiedades físicas
Aunque no sea una de las galaxias más brillantes de su cúmulo, NGC 4550 -que algunos autores clasifican cómo galaxia lenticular barrada- es notable por ser junto por ejemplo a la galaxia espiral NGC 7217 una de las pocas galaxias que tienen un gran número de estrellas que rotan alrededor del centro de la galaxia en sentido opuesto a las del resto de ésta, en la forma de dos discos de estrellas uno dentro del otro, siendo en su caso ambos discos del mismo tamaño y brillo superficial. Se ha propuesto que NGC 4550 puede tener su origen en dos galaxias de disco previas, una rotando en sentido opuesto a la otra, que colisionaron y se fusionaron entre sí.
Hay también una pequeña cantidad de polvo e hidrógeno molecular en su centro, el primero concentrado en un disco alrededor de su núcleo, dónde también se están formando estrellas aunque a un ritmo muy modesto.